# Елено-Твърдишка планина
Елѐно-Твърдѝшка планина̀ е планина в източната част на  Средна Стара планина, в области Велико Търново, Сливен и Стара Загора, между Прохода на републиката и прохода Вратник.
Елено-Твърдишка планина се издига в най-източната част на Средна Стара планина с посока изток-запад, с дължина 35 км и ширина до 20 км. На запад долината на река Белица (десен приток на Янтра), Проходът на републиката (698 м) и долините на Радова река (ляв приток на Тунджа) и левият ѝ приток Лазова река я отделят от Тревненска планина. На изток долината на Стара река (десен приток на Янтра), проходът Вратник (1050 м) и долината на Бяла река (Беленска река, ляв приток на Тунджа) я отделят от Котленска и Сливенска планина (части от Източна Стара планина). На юг със стръмни склонове се спуска към Твърдишката котловина, а северните ѝ склонове са дълги и полегати и постепенно потъват в Еленската котловина. На запад и изток от Еленската котловина чрез ниски седловини се свързва с Еленските височини. По северното ѝ подножие преминава условната граница между Средния Предбалкан и Средна Стара планина.
Билото на планината е плоско, със средна надморска височина 1000 – 1200 м, като над него стърчат отделни заоблени върхове.
Най-висока точка е връх Чумерна (1536,1 м), разположен в средата на планината, а втори по височина е връх Соуджака (1213 м). През средата планината се пресича от Твърдишкия проход – 1045 м.
Южните ѝ склонове, обърнати към Твърдишката котловина са стръмни и дълбоко разчленени от левите притоци на Тунджа – Радова река с левия си приток Гурковска река, Твърдишка река и Блягорница (десен приток на Бяла река), а северните – силно разчленени от реките от басейна на Янтра – Белица, Веселина, Златаришка река, Костелска река и Стара река и техните притоци. Освен това южните ѝ склонове са фацетирани, а в подножието им има множество наносни конуси.
Образувана е върху Твърдишката антиклинала и Ботурско-Чумерненската синклинала. Изградена е от гранити, палеозойски, кредни и палеогенски скали. Във връзка с геоложкия ѝ строеж е и наличието на големи злежи от черни въглища – Балкански въглищен басейн. Преобладават лесивираните почви с ранкери, кафяви планинско-горски и делувиални почви. Северните склонове са обрасли с гъсти букови гори, а по южните горите са предимно от горун, примесен с габър. От животинския свят се срещат сърна, благороден елен и усойница.
По южното ѝ подножие са разположени градовете Гурково, Твърдица и Шивачево и селата Конаре и Сборище. В югоизточната ѝ ниска част са селата Боров дол, Бяла, Бяла Паланка, Градско и Новачево, а по северните ѝ дълги и полегати склонове множество малки селца и махали в т.нар. „Еленски Балкан“.
В планината са изградени четири хижи: „Чумерна“ (в близост до връх Чумерна), „Буковец“ (на най-високата точка на Твърдишкия проход), „Бутора“ (на югозапад от село Дрента) и „Младежки дом“ (на юг от Прохода на републиката). По северният ѝ склон са разположени резерватите „Бяла крава“, „Савчов чаир“, „Хайдушки чукар“ и „Сини бряг“.
В двата края на планината и през средата ѝ преминават три пътя от Държавната пътна мрежа:
- По най-източната ѝ част, през прохода Вратник, на протежение от 26,9 км – участък от второкласен път № 53 Поликраище – Елена – Сливен – Ямбол – Средец.
- По най-западната ѝ част, през Прохода на републиката, на протежение от 36,6 км – участък от второкласен път № 55 Дебелец – Нова Загора – Свиленград.
- От Твърдица до Елена, през Твърдишкия проход, на протежение от 39 км – участък от третокласен път № 662 Нова Загора – Твърдица – Елена.

## Топографска карта
- Лист от карта K-35-40. Мащаб: 1 : 100 000.
- Лист от карта K-35-41. Мащаб: 1 : 100 000.